# Vizma Belševica
Œuvres principales
- Bille
- Bille un karš
- Billes skaistā jaunība

Vizma Belsevica, née le 30 mai 1931 à Riga, où elle morte le 6 août 2005 , est une poétesse et écrivaine lettonne,. Poétesse du XXe siècle, les premiers ouvrages de Vizma Belsevica lui attirent les remontrances des autorités de l'époque qui lui reprochent de ne pas respecter les thèmes officiels de l'Union soviétique. Elle est interdite de publication à la suite d'un poème traitant de l'asservissement du peuple letton. Son œuvre est néanmoins saluée comme un acte de bravoure par tous ses contemporains. Elle demeure, avec l’écrivain et poète Rainis, la seule personnalité lettone à avoir figuré sur la liste des candidats sérieux pour le prix Nobel de littérature[réf. nécessaire].

## Biographie
Belševica grandit entre Riga et la ferme familiale en Courlande (Kurzeme).
Elle fait des études de Lettres à l'Institut de littérature Maxime-Gorki de Moscou (1955-1961). Elle est membre du Komsomol. Ses premiers vers sont publiés dès 1947. En 1955, sort son premier recueil de poèmes Visu ziemu šogad pavasaris, qui est un éloge au régime communiste. Par la suite, la poétesse parle de ses débuts comme d'une période de naïveté et indulgence face au décalage entre les idées et la réalité caractéristique de l'époque soviétique. Par la suite, elle refuse d'en parler et d'inclure ses écrits de jeunesse dans ses recueils ultérieurs. Son revirement lui vaut les remontrances des autorités. Malgré cela, elle s'obstine à écrire, essentiellement de la poésie, mais aussi des nouvelles et du théâtre. À partir de 1962, elle devient la cible des services du KGB, son appartement est perquisitionné. En 1969, elle n'est presque plus publiée et subit une deuxième perquisition. Elle soutient le dissident ukrainien Ivan Dziouba, l'auteur du manifeste Internationalisme ou russification ?. En 1971, elle est totalement interdite de publication, et se tourne alors, pour vivre, vers la traduction. L'interdiction n'est levée qu'en août 1974.
En 1981, ses 50 ans sont célébrés au niveau national, avec la publication de son recueil Kamolā tinēja, dont les vers sont mis en musique par Raimonds Pauls. Elle fait l’acquisition d'une petite maison de campagne "Kliģēni" à Vecpiebalga.
On lui décerne le prix Ojārs Vācietis en 1988.
Belševica était mariée avec le traducteur et expert en instruments de musique Zigurds Elsbergs originaire de Liepāja. De cette union sont nés deux fils, Klāvs Elsbergs (1959-1987) et Jānis Elsbergs (né le 18 janvier 1969). Klāvs Elsbergs devenu à l'instar de sa mère poète et traducteur, a péri dans des circonstances troubles le 5 février 1987. Il est tombé par la fenêtre du 9e étage de la Maison des écrivains à Dubulti. L'enquête criminelle a conclu à un accident. Les parents de la victime ont toujours cru en la piste criminelle. Belševica était convaincue que son fils était alors en possession de documents compromettant les hauts dirigeants en place. Elle parlait ouvertement, avec haine, du système soviétique. Elle refusa le Prix de la RSS de Lettonie qu'on lui décernait. Après la mort de Klāvs elle cesse d'écrire de la poésie.
Du 18 au 21 novembre 1992, sur invitation de la maison des écrivains et traducteurs de Saint-Nazaire, elle participe au séminaire consacré à la culture des pays Baltes dans le cadre du festival littéraire Les Belles Étrangères.
Elle entreprend d'écrire ses souvenirs d'enfance avec la trilogie Bille. Le premier volume est d'abord publié aux États-Unis, en 1992. Aujourd'hui, la trilogie Bille, avec deux de ses recueils de poésies, Gadu gredzeni (1969) et Dzeltu laiks (1987), sont inclus dans le Canon culturel letton.
En 1990, Vizma Belševica reçoit le titre de Docteur honoris causa de l'Académie des sciences de Lettonie.
Son œuvre est aujourd'hui reconnue comme majeure dans la littérature européenne, malgré son absence de traduction dans certaines langues (dont le français), due au fait que le letton est une langue encore assez confidentielle.
Lauréate de nombreux prix littéraires prestigieux (prix Tomas Tranströmer (de) en 1998), mais durement handicapée durant les dernières années de sa vie par les séquelles d'une attaque cérébrale, elle disparaît en 2005, suscitant de nombreux hommages, dont celui de la Présidente de la République Vaira Vīķe-Freiberga.
Vizma Belševica est inhumée au cimetière Rainis.
En 2016, la réalisatrice Ināra Kolmane avec le soutien du centre national du cinéma entreprend à porter à l'écran la trilogie Bille, la sortie du film est prévue pour 2018.

## Œuvres
- Visu ziemu šogad pavasaris (1955), poèmes
- Zemes siltums (1959), poèmes
- Ķikuraga stāsti (1965), récits
- Jūra deg (1966), poèmes
- Gadu gredzeni (1969), poèmes
- Madarās (1976), poèmes
- Nelaime mājās (1979), récits
- Kamolā tinēja (1981), poèmes
- Ceļreiz ceļš uz pasaciņu (1985), deux pièces pour enfants
- dzeltu laiks (1987), poèmes
- Zem zilās debesu bļodas (1987), contes
- Ievziedu aukstums (1988), sélection de poèmes
- Baltās paslēpes (1991), poèmes amoureux
- Trilogie romanesque autobiographique 
  - Bille (1992 USA, 1995 Lettonie, 2022 France)  (ISBN 978-2-849-24723-5)
  - Bille un karš / Bille dzīvo tālāk, 1996
  - Billes skaistā jaunība (1999)
- Par saknēm būt. Dzejas izlase (1996), choix de poèmes
- Lauztā sirds uz goda dēļa. Stāsti (1997), récits
- Raksti, 1.-4. sējums (1999–2002), Œuvres complètes, Bde. 1 bis 4
- lirika“ (2003), sélection de poèmes lyriques